# Pangaré

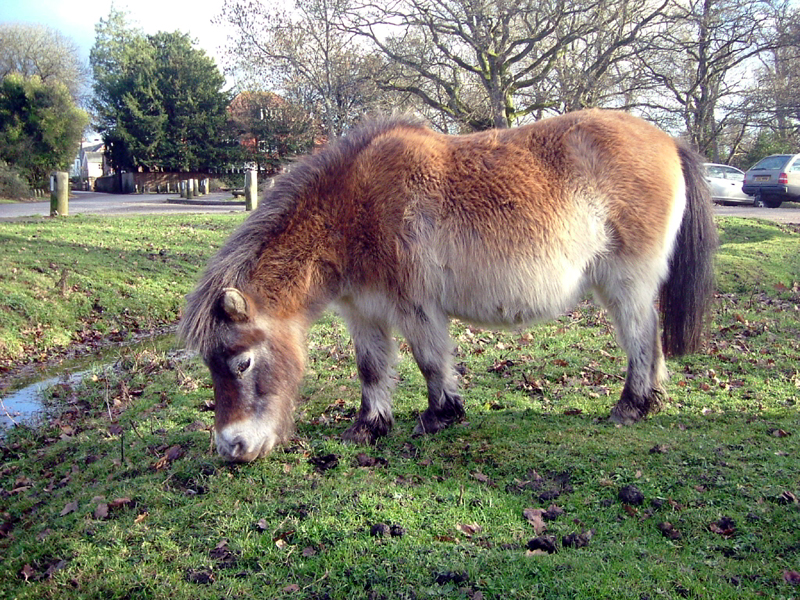
Pelatge pangaré: zona ventral, musell i voltants dels ulls de tonalitat més clara

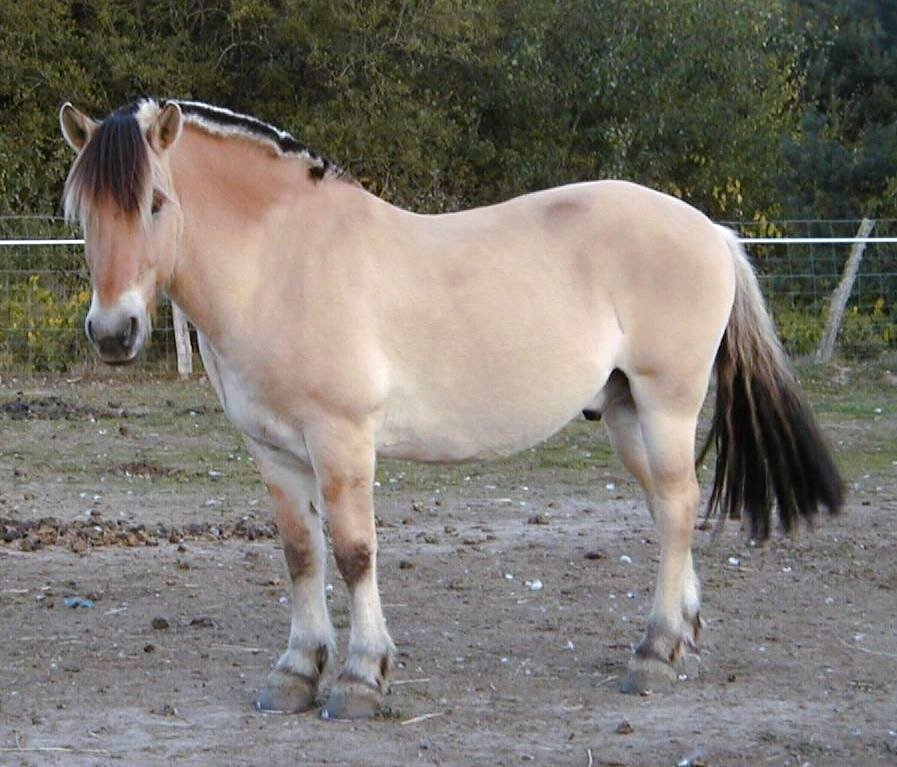
En els ponis Fjord són freqüents els pelatges pangaré

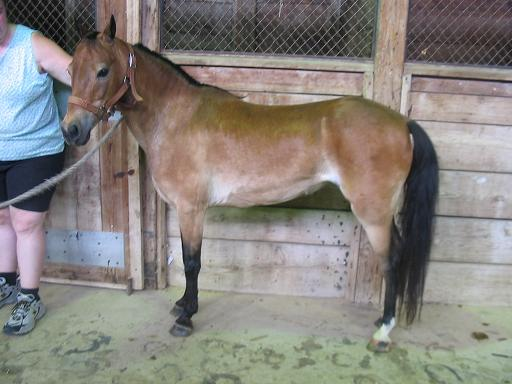
En alguns pelatges pangaré curts el contrast de tonalitats és poc acusat

El pelatge pangaré és una varietat de pelatge dels cavalls que es caracteritza per la tonalitat més clara dels pèls en la zona ventral. A efectes pràctics és possible imaginar un patró modificador genèric que actuï sobre qualsevol pelatge de forma que la zona ventral i altres (el musell en particular) esdevinguin d'una tonalitat més clara que la tonalitat "general" del pelatge. (La tonalitat general dels pelatges bàsics és uniforme, i en el cas de pelatges tacats o ruans, per exemple, per tonalitat "general" cal entendre la que es pot observar a distància o la de les àrees fosques).

## El terme "pangaré"
Emilio Solanet, en la seva obra "Pelajes criollos", indica que "pangaré" és una paraula brasilera de Rio Grande do Sul. L'adjectiu fou adoptat per la terminologia argentina de pelatges i després incorporat al lèxic de colors equins en anglès.

## Aspecte exterior
A més de la zona ventral, les àrees del voltant dels ulls, la zona del musell i les parts interiors de les potes per sota de la cua mostren una tonalitat més clara que la tonalitat general.
Des del punt de vista quantitatiu, hi ha cavalls pangaré amb tonalitats molt contrastades i d'altres amb contrast imperceptible.
En termes absoluts el color de la tonalitat més clara varia des d'un blanc trencat fins a tons més foscos.

## Freqüència
Entre les espècies domèstiques de cavalls, en les races Haflinger, belga de tir, poni Exmoor i poni Fjord els pelatges pangaré són relativament habituals. També és important la seva presència en els mustangs i els cavalls criollos.
Els cavalls de Prewalski, els onagres, els kiangs i els ases salvatges africans són normalment pangarés.
L'ase català, negre amb la panxa blanca i musell blanc, és de pelatge pangaré.

## Causes genètiques
No es coneixen les causes genètiques dels pelatges pangaré.
Els pelatges dels cavalls i dels ases són diferents. Probablement els mecanismes del modificador pangaré també seran diferents en les dues espècies.

## Cultura popular
Hi ha un tango de Carlos Gardel amb el títol de "El pangaré".